# Hugo Koblet

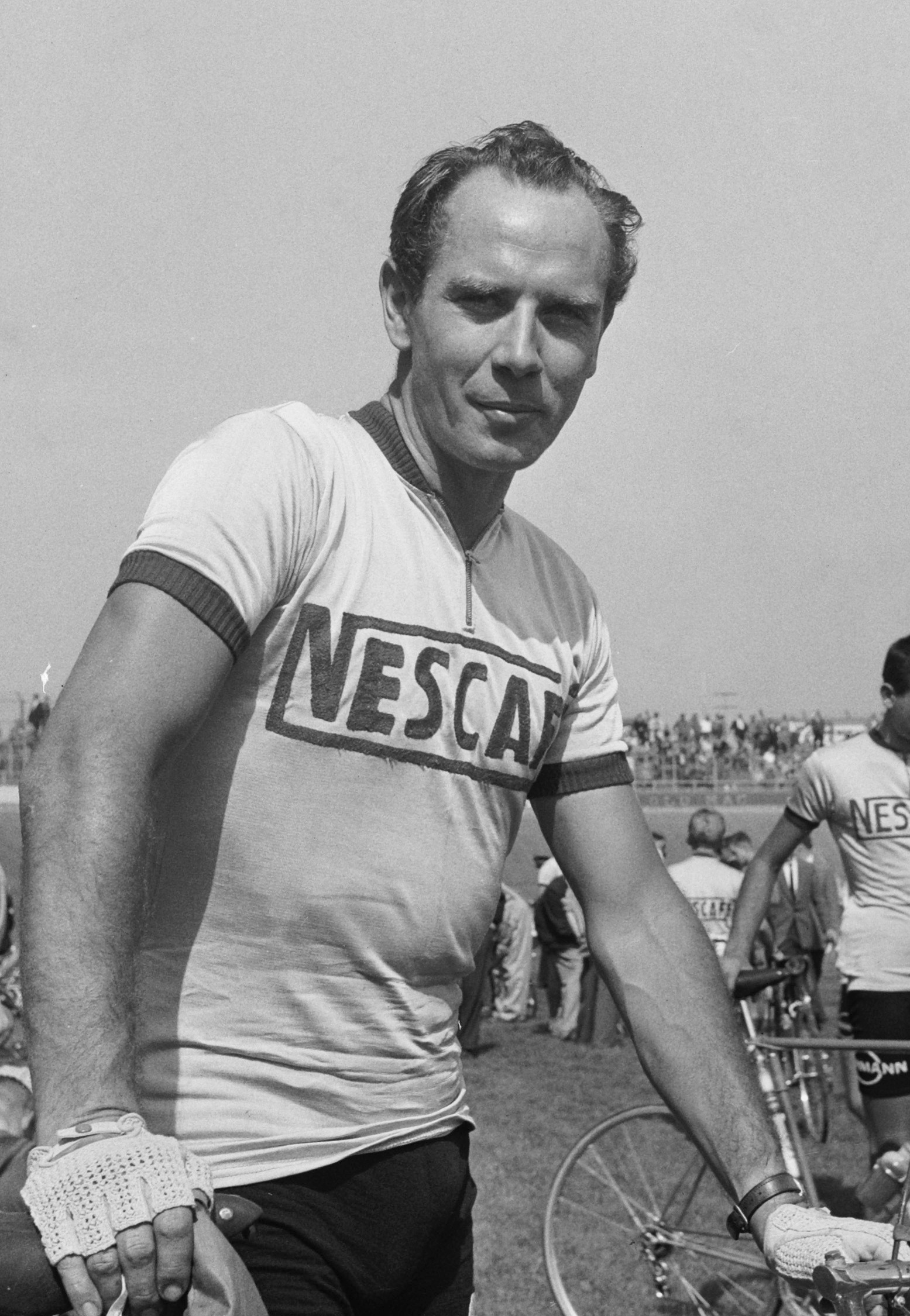
Hugo Koblet (1956)

Hugo Koblet (1957)

Hugo Koblet (* 21. März 1925 in Zürich; † 6. November 1964 in Uster) war einer der erfolgreichsten Radrennfahrer der Schweiz. Zusammen mit seinem Konkurrenten Ferdy Kübler war er in den 1950er Jahren ein Auslöser einer Radsport-Euphorie in der Schweiz.

## Sportliche Karriere
Als junger Amateur gewann Koblet seinen ersten nationalen Titel, er wurde Meister in der Mannschaftsverfolgung 1944. Zu dieser Zeit arbeitete er noch neben dem Radsport als Mechaniker.
Hugo Koblet begann seine Profikarriere im Jahr 1946 als Bahnradfahrer. Zwischen 1947 und 1954 gewann er sämtliche Schweizer Meistertitel in der Einerverfolgung auf der offenen Rennbahn in Zürich-Oerlikon. In dieser Disziplin wurde er bei den Bahn-Weltmeisterschaften 1947 Dritter und je zweimal Zweiter in den Jahren 1951 und 1954. Nachdem er 1950 die Schweizer Strassen-Meisterschaft gewonnen hatte, wurde er international bekannt, als er im selben Jahr als erster Nicht-Italiener den 33. Giro d’Italia gewann. Kurz darauf folgte sein erster Gesamtsieg der Tour de Suisse.
1951 bezwang Koblet den italienischen Radrennfahrer Fausto Coppi im Grand Prix des Nations, der damals als inoffizielle Weltmeisterschaft im Einzelzeitfahren galt. Der grösste Erfolg seiner Karriere war der Sieg bei der Tour de France 1951, bei der er fünf Etappen für sich entschied. Insgesamt trug Koblet das Gelbe Trikot des Führenden auf elf Etappen der Tour de France. Zudem wurde er zweimal Zweiter des Giro d’Italia (1953/1954), gewann weitere zweimal die Tour de Suisse (1953/1955), zweimal die Meisterschaft von Zürich (1952/1954) und ein Mal die Tour de Romandie (1953).
Nach dem Gewinn des Schweizer Strassenmeistertitels im Jahr 1955 sank Koblets Leistungsniveau deutlich. Er konnte nur noch kleinere Rennen wie den Giro del Ticino 1955 gewinnen und trat 1958 zurück. Tatsächlich konnte Koblet bereits nach seinem Tour-de-France-Sieg 1951 nie mehr an seine damalige Form anknüpfen.

## Ehrungen
1951 wurde Hugo Koblet zum Schweizer Sportler des Jahres gewählt.

## Doping
Im Juni 1952 litt Hugo Koblet während der Tour de Suisse an einer Nierenbeckenentzündung. Der Tour-Chef Carl Senn wollte jedoch nicht auf ihn verzichten und schickte einen Arzt zu ihm mit dem Auftrag: «Koblet fit machen, à tout prix». Bei dieser Gelegenheit soll Koblet gegen seinen Willen und ohne sein Wissen eine Spritze mit Amphetaminen verabreicht worden sein, die seinem Herz gesundheitlich nachhaltig geschadet haben soll. Dies soll der Grund für seine anschliessend nachlassende Form gewesen sein. Koblet selbst äusserte sich ambivalent zum Thema Doping: «Eines Tages […] klopft der ‹Hammermann› an, und Du probierst es mit der Pille, um den toten Punkt hinauszuschieben. […] So fängt’s an und endet nicht selten im Schlamassel.»

## Privates

Sonja (geb. Bühl) und Hugo Koblet in Caracas (1959)

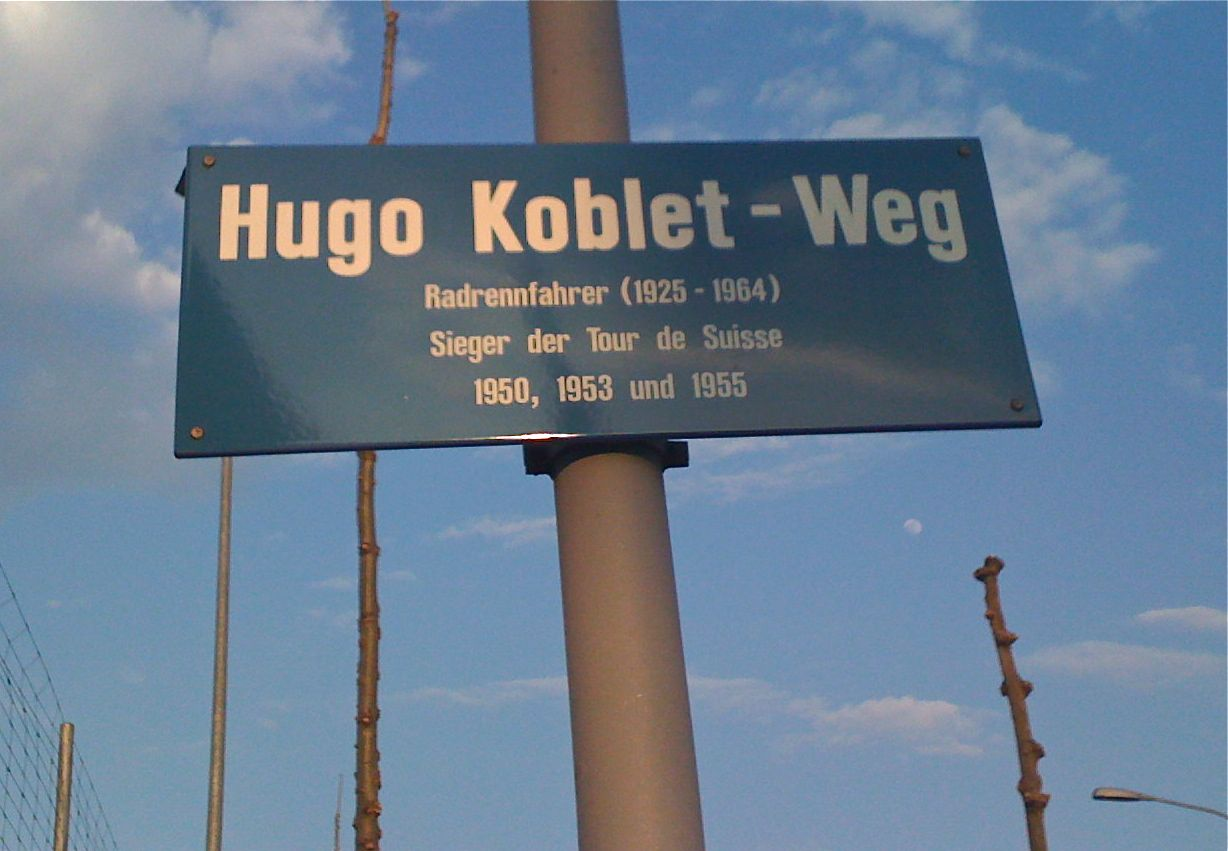
Hugo Koblet-Weg in Zürich, nahe der Radrennbahn in Oerlikon

Hugo Koblet stammte aus einfachen Verhältnissen. Seine Mutter betrieb im Zürcher Arbeiterviertel Aussersihl eine Bäckerei; ab 1934 war sie Witwe. Koblet hatte einen älteren Bruder, Adolf, der später die Bäckerei übernahm. Aufgrund seines guten Aussehens, seiner Leichtfüssigkeit und seiner Eleganz gab der französische Chansonnier Jacques Grello Koblet den Beinamen Pédaleur de charme. Selbst bei grossen Anstrengungen und Strapazen wirkte er im Gegensatz zu seinem Rivalen Ferdy Kübler stets locker und elegant. Oft kämmte er sich kurz vor der Zielankunft die Haare, um sich auf dem Zielfoto vorteilhaft präsentieren zu können. Koblet war eine Zeit lang mit der österreichischen Schauspielerin Waltraut Haas liiert. Am 6. Dezember 1954 heiratete er in Zürich Sonja Bühl, ein Fotomodell.
Nach Beendigung seiner Karriere versuchte er sich zunächst in Argentinien als Generalvertreter europäischer Autofirmen. Er kehrte nach zwei Jahren, hauptsächlich begründet durch die wirtschaftliche und politische Entwicklung des Landes, in die Schweiz zurück. Er übernahm eine Tankstelle. Als Reporter für Radio und Fernsehen blieb er in Kontakt mit dem Radsport.
Sechs Jahre nach seinem Rücktritt starb Koblet im Alter von 39 Jahren bei einem Autounfall. Es wird ein Suizid vermutet. Koblet hatte den Abschied vom Radsport nicht verkraftet, war verschuldet, und wegen seiner zahlreichen Affären hatte sich seine Frau von ihm getrennt. Der Unfall ereignete sich am 2. November 1964, er starb am 6. November kurz nach Mitternacht im Spital Uster. Am gleichen Tag starb auch der bekannte Schweizer Ruderer und Olympia-Medaillengewinner Gottfried Kottmann, daher gilt dieser Tag als «Schwarzer Tag» des Schweizer Sports.

## Theater und Film
Im März 2009 wurde im Stadttheater Bern das Theaterstück «Hugos schöner Schatten» von Gerhard Meister uraufgeführt, das Koblets Verhältnis zu Ferdy Kübler beleuchtet. Im Sommer 2009 wurde in Zürich, unter anderem am Originalschauplatz, der Offenen Rennbahn in Oerlikon, das Leben von Hugo Koblet verfilmt. Die Hauptrolle spielt der in der Schweiz bekannte Schauspieler Manuel Löwensberg.
Der Film Hugo Koblet – Pédaleur de charme des Regisseurs Daniel von Aarburg kam im Herbst 2010 in die Kinos. Er wurde am 6. August 2010 bei den 63. Filmfestspielen von Locarno uraufgeführt.